# Plocama bruguieri
Plocama bruguieri là một loài thực vật có hoa trong họ Thiến thảo. Loài này được (A.Rich. ex DC.) M.Backlund & Thulin mô tả khoa học đầu tiên năm 2007.